# Utetes africanus
Utetes africanus är en stekelart som först beskrevs av Szepligeti 1910.  Utetes africanus ingår i släktet Utetes och familjen bracksteklar. Inga underarter finns listade i Catalogue of Life.